# Lucio Annio Largo
Lucio Annio Largo (en latín: Lucius Annius Largus) fue un senador romano del siglo II, que desarrolló su cursus honorum bajo los imperios de Adriano y Antonino Pío.

## Orígenes y familia
Su familia era natural de Perusia o de Lorium. Era hijo de Lucio Annio Largo, consul suffectus en 109, bajo Trajano. 

## Carrera política
En 147 fue nombrado consul ordinarius. Posteriormente, fue designado miembro de alguno de los colegios de flámines del culto imperial, siendo sustituido en 170, posiblemente a su fallecimiento.